# Блюмин, Израиль Григорьевич
Изра́иль Григо́рьевич Блю́мин (24 мая (5 июня) 1897, Речица Минская губерния, ныне Гомельской обл. Белоруссии — 10 июня 1959, Москва) — советский экономист, историк экономических учений. Доктор экономических наук (1938), профессор (1937).

## Биография
Родился в семье фотографа, владельца фотоателье Гирша Ароновича Блюмина. Окончил МГУ в 1924 году. По приглашению редакции Малой советской энциклопедии принял участие в написании статей, получил направление в Коммунистическую академию им. Н. К. Крупской. По её окончании в 1930 году был распределён во вновь созданный Институт экономики АН СССР, на должность старшего научного сотрудника. ИЭ АН СССР был для И. Г. Блюмина основным местом работы более четверти века (1930—56). В 1956 году перешёл в Институт мировой экономики и международных отношений АН СССР, где и работал до своей смерти в 1959 году.
Учёное звание профессора получил в 1937 году будучи ещё кандидатом экономических наук (докторская защищена в 1938 году). Был профессором МГУ и ряда других вузов Москвы.
Урна с прахом захоронена в колумбарии Новодевичьего кладбища.

## Научная деятельность
Основные труды в области истории экономической мысли. Одним из первых в СССР дал всесторонний анализ основных школ современной буржуазной политической экономии. Его главный труд, «Субъективная школа в буржуазной политической экономии» был издан Комакадемией в 1928 и переиздан, после переработки и дополнения, в 1931 году. О масштабах доработки можно судить по следующим библиографическим параметрам:
- 1928 (1-е изд.):
  - т. 1. Австрийская и англо-американская школы — 339 стр.
  - т. 2. Математическая школа — 352 стр.
- 1931 (2-е изд.):
  - т. 1. Австрийская и англо-американская школы — 504 стр.
  - т. 2. Математическая школа — 436 стр.

В журналах 1930—1931 годах книги Блюмина подверглись критике с политическими выводами как «вредные, антимарксистские».
В 1962 году «Субъективная школа в буржуазной политической экономии» была вновь переиздана, в составе собрания избранных произведений И. Г. Блюмина.
После перехода в ИМЭМО в 1956 году И. Г. Блюмин взялся за новый фундаментальный труд, в котором предполагал сделать аналогичный по масштабу обзор современных мировых школ и течений экономической мысли. Работа из-за смерти была не закончена; посмертно в 1959 году вышла работа «Кризис современной буржуазной политической экономии», а в 1962 году редакционная комиссия под руководством И. Н. Дворкина издала трёхтомную «Критику буржуазной политической экономии» на основе завершённых черновиков работ И. Г. Блюмина. В этих работах проведён, в том числе, «анализ буржуазных теорий различных стран, получивших распространение после Второй мировой войны».
И. Г. Блюмин написал около 60 статей в различных научных журналах, предисловий к издаваемым экономическим трудам других авторов и т. п. Предметом научного анализа у И. Г. Блюмина были также и работы по истории русской экономической мысли, — в частности, труды Н. Г. Чернышевского, Н. С. Мордвинова, Н. И. Тургенева и др.
По числу и объёму трудов И. Г. Блюмин входит в число крупнейших в СССР экономистов, специализировавшихся в области истории экономической мысли; ссылки на его труды присутствуют практически во всех диссертационных работах, защищавшихся по этой тематике в СССР до конца 1980-х годов. Некоторые труды И. Г. Блюмина были переведены на английский, французский, немецкий, чешский, румынский, польский, болгарский языки.
Работы И. Г. Блюмина привлекали внимание учёных не только социалистических стран (где разрабатываемый им термин Буржуазная политическая экономия был в активном научном обороте), но и в остальном мире. Так, в написанной тремя японскими соавторами книге «Studies in the business economics» (1977) один из них выразил посмертную признательность советскому учёному за его работу 1934 года, которому, как он указывает, обязан в одном из разделов своего труда. Монографию И. Г. Блюмина «Критика современной буржуазной политической экономии Англии» исследовал и другой японский учёный, Minoru Oka.

Его [И. Г. Блюмина] книги 50-х годов хоть и отмечены добросовестностью и знанием предмета, в целом производят удручающее впечатление и едва ли представляют теперь интерес. Они несут на себе трагические следы вынужденного приспособленчества, насилия над самим собой, может быть, раздвоения личности. …
Кажется, среди ученых ИМЭМО он был единственным, кто, не будучи академиком, удостоился посмертного собрания сочинений. Не было, впрочем, секретом, что это издание было в большой мере предпринято для того, чтобы переиздать его «Субъективную школу» — шедевр 20-х годов.
И даже посмертно судьба сделала ему жестокую гримасу: самым видным членом редакционной коллегии трехтомного издания, в котором эта книга составила первый том, оказался член-корреспондент А. И. Пашков, автор самых ядовитых выпадов против Блюмина в начале 30-х годов.— Аникин А. В.

## Награды
- орден Ленина (27.03.1954)

## Основные труды

### Советские издания
Монографии
- Субъективная школа в буржуазной политической экономии (1-е изд., 1928; 2-е, перераб., 1931)
- Очерки современной буржуазной теоретической экономии. К характеристике социального направления (1930)
- Капиталистическое комбинирование. — М.-Л.: Соцэкгиз, 1934. — 223 с.
- Очерки экономической мысли в России в первой половине XIX века. — М.: Изд-во АН СССР, 1940. — 288 с.
- Критика современной буржуазной политической экономии Англии. — М.: Изд-во АН СССР, 1953. — 359 с.
- Очерки современной буржуазной политической экономии США. М.: Госполитиздат, 1956. — 279 С.
- О современной буржуазной политической экономии: Лекция по курсу истории экономических учений. — М.: Советская наука, 1956. — 23 с.
- Совм. с И. Н. Дворкиным. Миф о «народном капитализме». — М.: Госполитиздат, 1957. — 120 с.
- О современной буржуазной политической экономии. — М.: Соцэкгиз, 1958. — 160 с.
- Основные направления в современной буржуазной политической экономии. — М.: Изд-во МГУ, 1958. — 27 с.
- Кризис современной буржуазной политической экономии. — М.: Изд-во ИМО, 1959. — 564 с.
- История экономических учений (Очерки теории). — М.: Высшая школа, 1961. — 268 с. (недоступная ссылка)

Собрания сочинений
- Критика буржуазной политической экономии: В 3 томах. — М.: Изд-во АН СССР, 1962. — 3200 экз.
  - Том I. Субъективная школа в буржуазной политической экономии. — VIII, 872 с.
  - Том II. Критика современной английской и американской политической экономии. — 519 с.
  - Том III. Кризис современной буржуазной политической экономии. — 379 с.

### Зарубежные издания
ГДР
- Über die moderne bürgerliche politische Ökonomie = О современной буржуазной политической экономии / Пер. K. Kampfert. — Berlin: Dietz, 1960. — 191 с.
- Die Krise der modernen bürgerlichen politischen Ökonomie = Кризис современной буржуазной политической экономии / Пер. H. Meissner. — Berlin: Dietz, 1962. — 555 с.

Польша
- Problem monopolu i konkurencji // Teoria konkurencji monopolistycznej / Сост. E. Nabiel. — Warszawa: Państwowe wydawn. ekonomiczne, 1962. — С. 184—216. — 583 с.
- Szkoła subiektywna w burżuazyjnej ekonomii politycznej. Szkoła austriacka i anglo-amerykańska = Критика буржуазной политической экономии / Пер. E. Nabiel. — Warszawa: Państw. wyd-wo naukowe, 1965. — 691 с.

Чехословакия
- Mythus o «lidovém kapitalismu» = Миф о «народном капитализме» / Пер. P. Vančura. — Praha: Státní nakl. politické literatury, 1958. — 92 с.
- Kríza súčasnej buržoáznej politickej ekonómie = Кризис современной буржуазной политической экономии / Пер. M. Juríková. — Bratislava: Slovenske vyd-vo politickej literatúry, 1962. — 355 с.

Венгрия
- A «népi kapitalizmus» mítosza = Миф о «народном капитализме» / Пер. I. Komor. — Budapest: Kossuth könyvkiadó, 1958. — 163 с.
- A mai polgári politikai gazdaságtan válsága = Кризис современной буржуазной политической экономии / Пер. E. Szigeti. — Budapest: Kossuth könyvkiadó, 1962. — 527 с.

Румыния
- Critica economiei politice burgheze contemporane din Anglia = Критика современной буржуазной политической экономии Англии. — Bucureşti: Ed. de stat pentru literatură economică şi juridică, 1955. — 367 с.
- Studii despre economia politică burgheză contemporană din SUA = Очерки современной буржуазной политической экономии США. — Bucureşti: Ed. ştiinţifică, 1957. — 249 с.
- Mitul «capitalismului popular» = Миф о «народном капитализме». — Bucureşti: Ed. de stat pentru literatură politică, 1958. — 140 с.
- Despre economia politică burgheză contemporană = О современной буржуазной политической экономии. — Bucureşti: Ed. ştiinţifică, 1959. — 167 с.

Болгария
- Очерци върху съвременната буржоазна политическа икономия в САЩ = Очерки современной буржуазной политической экономии США / Пер. И. Костов. — София: Наука и изкуство, 1957. — 268 с.